# Весы

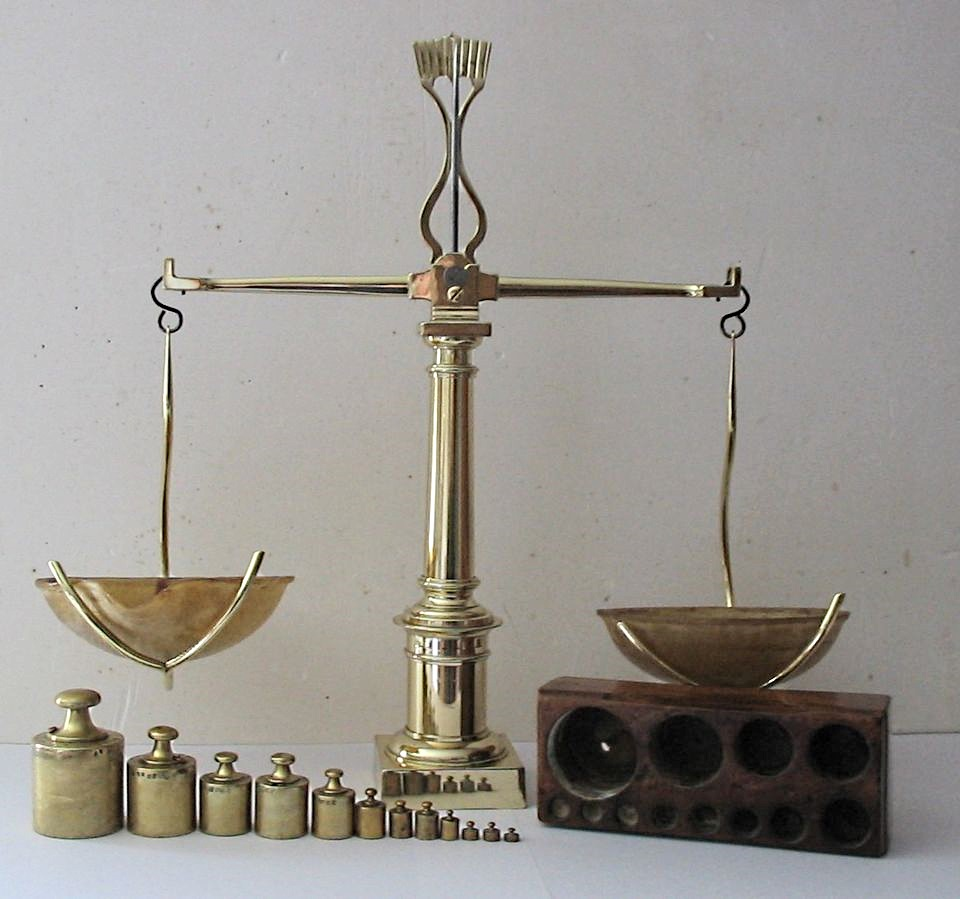
Старинные весы для взвешивания табака (1850-е годы)

Весы́ — устройство или прибор для определения массы тел (взвешивания) по действующему на них весу, приближённо считая его равным силе тяжести. Вес тела может быть определён как через сравнение с весом эталонной массы (как в рычажных весах), так и через измерение этой силы через другие физические величины.
Помимо самостоятельного использования весы могут быть основным элементом автоматизированной системы учёта и контроля материальных потоков. Это обеспечивает оперативное управление производством и позволяет увеличить объёмы производства, повысить качество и рентабельность продукции, снижая при этом затраты и издержки.

## История

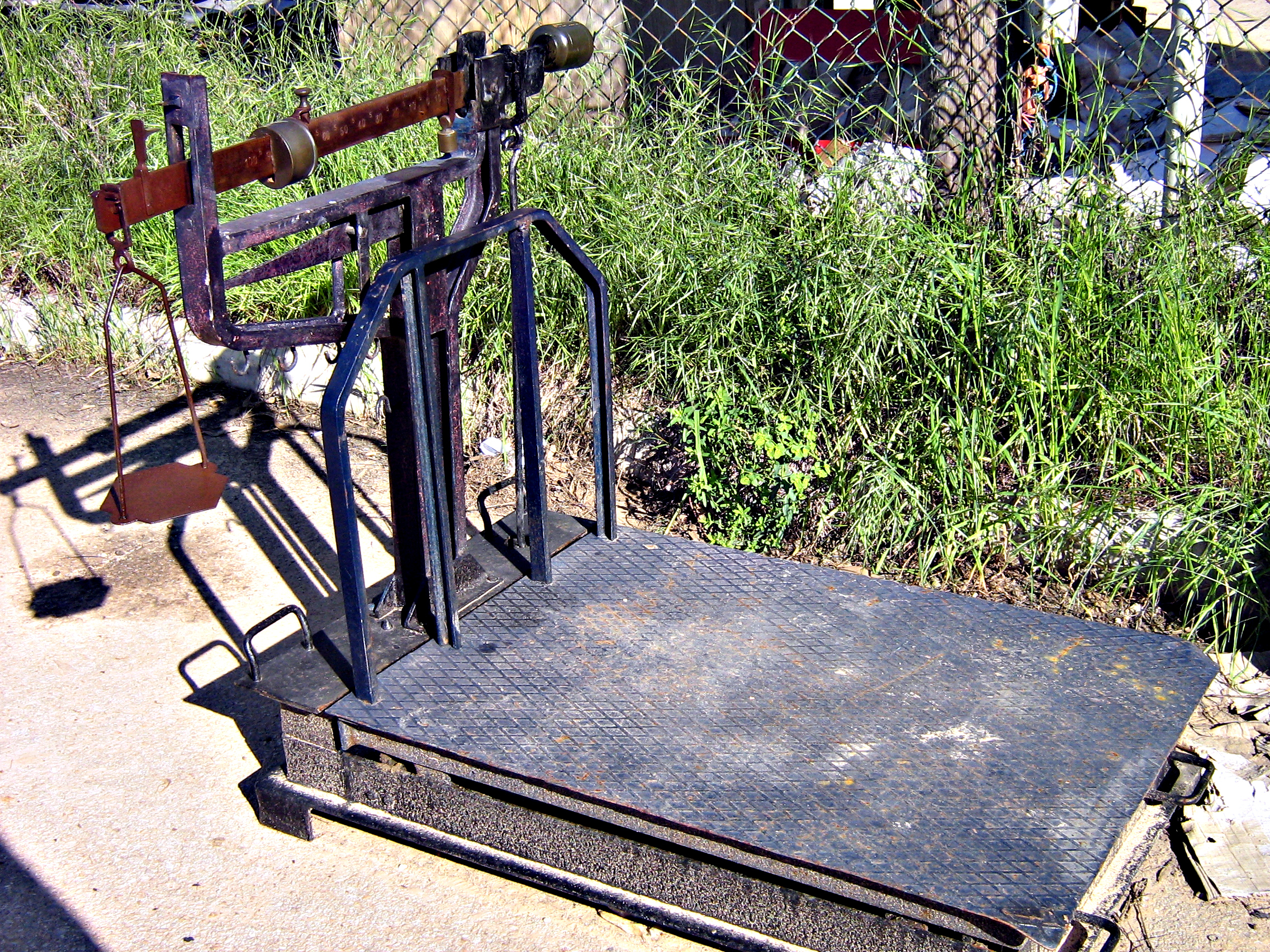
Весы

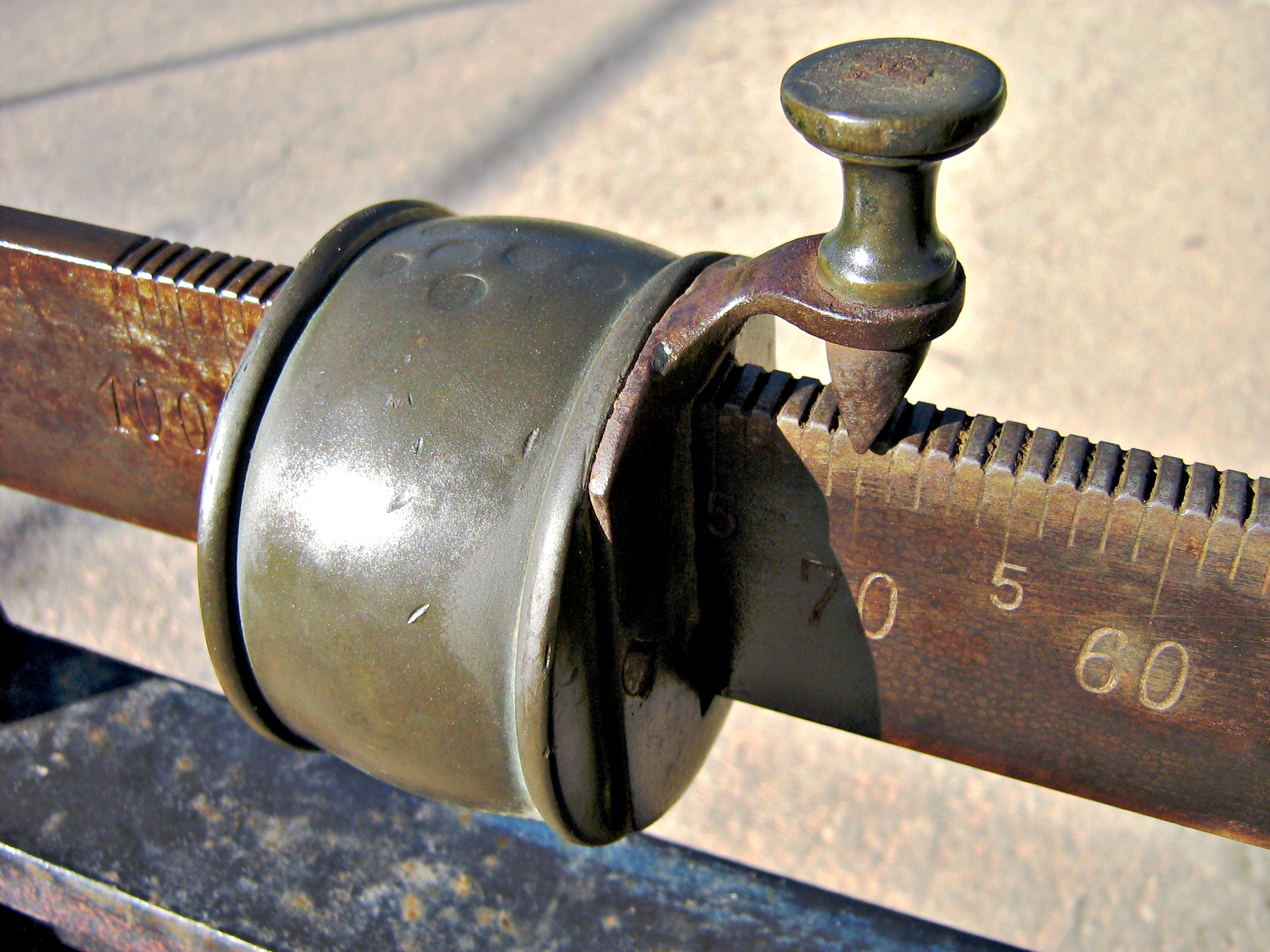
Весы. Отсчёт

Первые найденные археологами образцы весов относятся к V тысячелетию до н. э., применялись они в Месопотамии.
Весы хорошо видны на папирусе XIX древнеегипетской династии (около 1250 года до н. э.). Согласно древнеегипетской «Книге мертвых», Анубис, на входе в подземное царство взвешивает сердце всякого умершего на особых весах, где в качестве гири выступает перо правосудия богини Маат.
Каменная стела I тысячелетия до н. э. (Турция) изображает хетта, использующего вместо поперечной планки балансовых весов собственный палец.
Историки приписывают римлянам изобретение принципиально новой системы измерения веса — при которой передвигается гиря, а точка опоры и положение привеса остаются неизменными. В Помпеях найден один из самых ранних безменов. У римского приспособления, в отличие от современного, было две шкалы и две ручки в виде крюков.
В Древней Руси товары взвешивали на равноплечих весах — скалвах. С XIV века на Руси появляется слово «безмен» (мера веса равная 1,022).
Весы с коромыслом и чашечками сверху изобрел французский математик Жиль де Роберваль в 1669 году. Пружинные весы изобрёл в 1698 году немец Кристоф Вайгель.

## Принцип действия

### Рычажные весы
Рычажные весы — это весы, в которых передаточным устройством является рычаг или система рычагов.

#### Равноплечные весы

Весы, эквилибр и компаратор

Равноплечные весы, вероятно, были первым изобретённым массовым измерительным прибором. Традиционные равноплечные весы состоят из поворотного горизонтального рычага с плечами одинаковой длины — балки — и взвешивающего поддона, подвешенного на каждом плече. Неизвестная масса помещается в одну чашу, а стандартные массы добавляются в другую чашу до тех пор, пока балка не станет как можно ближе к равновесию (насколько это возможно).

##### Весы
В равноплечных рычажных весах точки подвеса грузов (m1 и m2) и точка опоры образуют равнобедренный треугольник (коромысло) с высотой h и вершиной в точке опоры. При повороте равнобедренного треугольника (коромысла) на угол α одно плечо увеличивается, а другое уменьшается. Поворот коромысла останавливается при равенстве крутящих моментов: m1*l1=m2*l2, m1/m2=l2/l1, где l1и l2 — плечи крутящих моментов. Угол поворота коромысла можно отградуировать в единицах массы (количество). Чем меньше высота треугольника — h, тем меньше изменение плеч при повороте и больше чувствительность весов. Такое устройство соответствует состоянию устойчивого равновесия.

##### Эквилибр
При нулевой высоте треугольника h=0 (как это иногда рисуют в некоторых статьях) коромысло из треугольника превращается в прямую линию. При повороте прямого коромысла длина плеч изменяется одинаково, соотношение l1/l2 не изменяется и равновесие не устанавливается. Такое устройство соответствует состоянию безразличного равновесия. При взвешивании на эквилибре положения устойчивого равновесия нет и равновесие определяют по безразличному положению коромысла при ручном отклонении влево и вправо.

##### Компаратор
Если точка опоры находится ниже точек подвеса, то такое устройство работает как компаратор или триггер, то есть определяет только какая из двух масс больше, а какая меньше (качество). Такое устройство соответствует состоянию неустойчивого равновесия.

#### Разноплечные весы

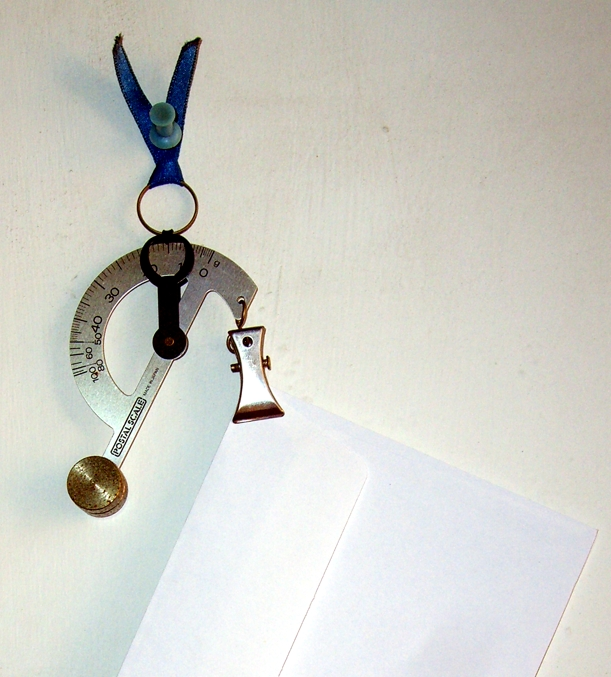
Одногиревые разноплечные весы 0-100 граммов

Условия равновесия совсем другие, чем равноплечных весах.

Одногиревые разноплечные весы, приведённые на рисунке справа, уменьшают число гирь (разновесов) и вероятность их потери, то есть имеют повышенную надёжность, но имеют сильно уменьшенный диапазон взвешиваемых грузов. Шкала весов нелинейна, сжата на краях диапазона весов и растянута в средней части диапазона весов.

## Основные параметры весов
Максимальная нагрузка (Max) — верхняя граница предела взвешивания, определяющая наибольшую массу, измеряемую при одноразовом взвешивании (Наибольший предел взвешивания (НПВ)).
Минимальная нагрузка (Min) — нижняя граница предела взвешивания, определяется минимальным грузом, при одноразовом взвешивании которого относительная погрешность взвешивания не должна превышать допустимого значения (Наименьший предел взвешивания (НмПВ)).
Действительная цена деления d — разность значений массы, соответствующих двум соседним отметкам шкалы весов с аналоговым отсчётным устройством, или значение массы, соответствующее дискретности отсчёта цифровых весов.
Поверочный интервал весов e — условная величина, выраженная в единицах массы, используемая при классификации весов и нормировании требований к ним.
число поверочных интервалов весов; n — значение Мах/e.
Предельно допустимая погрешность измерений определяется ценой поверочного деления e. Обычно производитель весов гарантирует следующее соотношение: d = e. Чем ниже погрешность, тем выше точность измерений.
Погрешность весов в диапазоне измерений по абсолютному значению не должна превышать пределов допускаемой погрешности, приведенных в таблице по ГОСТ 24104-2001 (Прекращено применение на территории РФ с 01.01.2010. Ныне действует ГОСТ Р 53228-2008):
| Интервалы взвешивания для весов класса точности | Интервалы взвешивания для весов класса точности | Интервалы взвешивания для весов класса точности | Пределы допускаемой погрешности | Пределы допускаемой погрешности |
| специального                                    | высокого                                        | среднего                                        | при первичной поверке           | в эксплуатации                  |
| ----------------------------------------------- | ----------------------------------------------- | ----------------------------------------------- | ------------------------------- | ------------------------------- |
| До 50000 e включительно                         | До 5000 e включительно                          | До 500 e включительно                           | ± 0,5e                          | ± 1,0e                          |
| Св. 50000 e до 200000 e включительно            | Св. 5000 e до 20000 e включительно              | Св. 500 e до 2000 e включительно                | ± 1,0e                          | ± 2,0e                          |
| Св. 200000 e                                    | Св. 20000 e                                     | Св. 2000 e                                      | ± 1,5e                          | ± 3,0e                          |

Пылевлагозащита IP (International Protection, «Ingress») — степени защиты, обеспечиваемые оболочками (IEC 60529, DIN 40050, ГОСТ 14254-96). Обычно обозначается как «IP» и две цифры, первая — степень защиты людей от доступа к опасным частям электрооборудования и самого изделия от попадания внутрь посторонних твёрдых предметов (от 0 до 6), а вторая — степень его защиты от вредных воздействий в результате проникновения воды (от 0 до 8). «Защиту от пыли» имеют изделия с IP5X и выше. «Защиту от брызг» — изделия с IPX3 и выше, герметизацию — IPX7 и IPX8. Максимальная степень защиты электрооборудования по ГОСТ — IP68 (пыленепроницаемое и герметичное при длительном нахождении под слоем воды 15 см от верхней точки). Комбинация IP69K (есть только в DIN) — означает пыленепроницаемость и влагозащищённость при чистке струёй высокого давления или паром (но, вообще говоря, не гарантирует герметичность при нахождении в воде).
Взрывозащита весов Ex. Для использования весов в среде огне- и взрывоопасных смесей, на предприятиях нефтеперерабатывающей, химической, горнодобывающей, пищевой промышленностей весовое оборудование выполняется во взрывозащищённом исполнении.
Наличие маркировки Ex с последующими цифровыми обозначениями подразумевает, что в весах или другом оборудовании, которое находится во взрывоопасной среде, не может образоваться искра, способная вызвать взрыв или возгорание этой смеси.
Устройство выборки массы тары — устройство, позволяющее привести показания весов к нулю, когда тара помещается на грузоприёмное устройство, с уменьшением НПВ на массу тары.
Устройство компенсации массы тары — устройство, позволяющее привести показания весов к нулю, когда тара помещается на грузоприёмное устройство, без уменьшения НПВ.

## Классификация весов

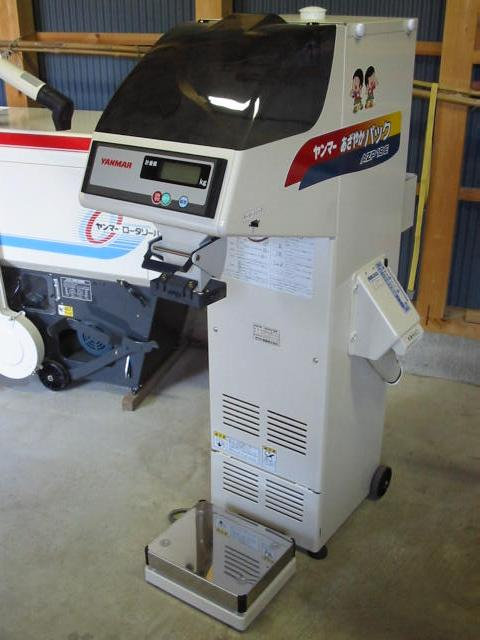
Электронные весы для взвешивания мешков риса

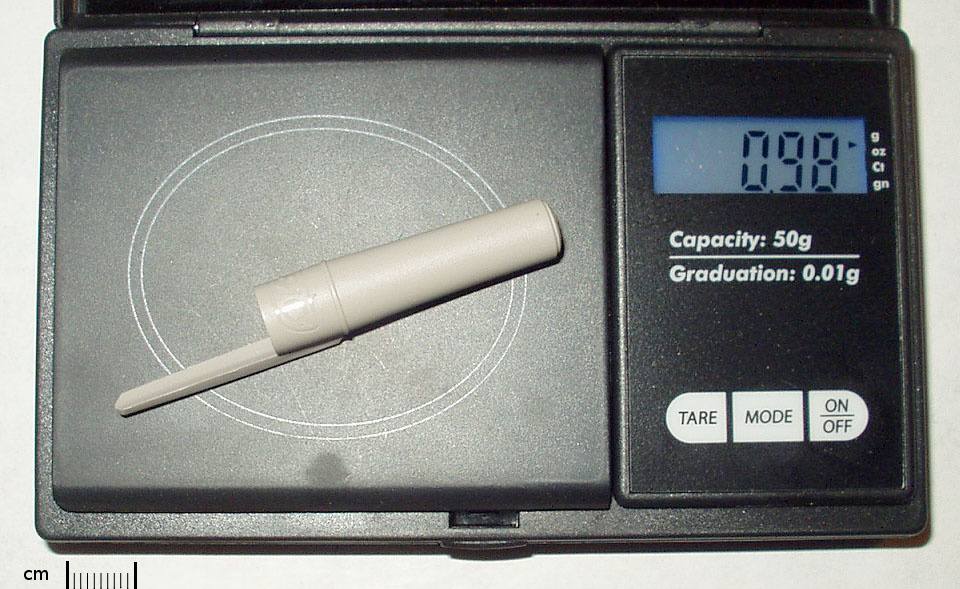
Современные весы для взвешивания предметов малой массы

### По принципу действия
По тому, на каких физических законах основано взвешивание, весы можно разделить на:
- рычажные (основаны на принципе рычага);
- пружинные (основаны на законе Гука, например, ручные пружинные весы);
- тензометрические (основаны на преобразовании деформации тензодатчика);
- гидростатические (основаны на действии архимедовой силы, применяются для измерения плотностей тел);
- гидравлические[8].

### По эксплуатационному назначению

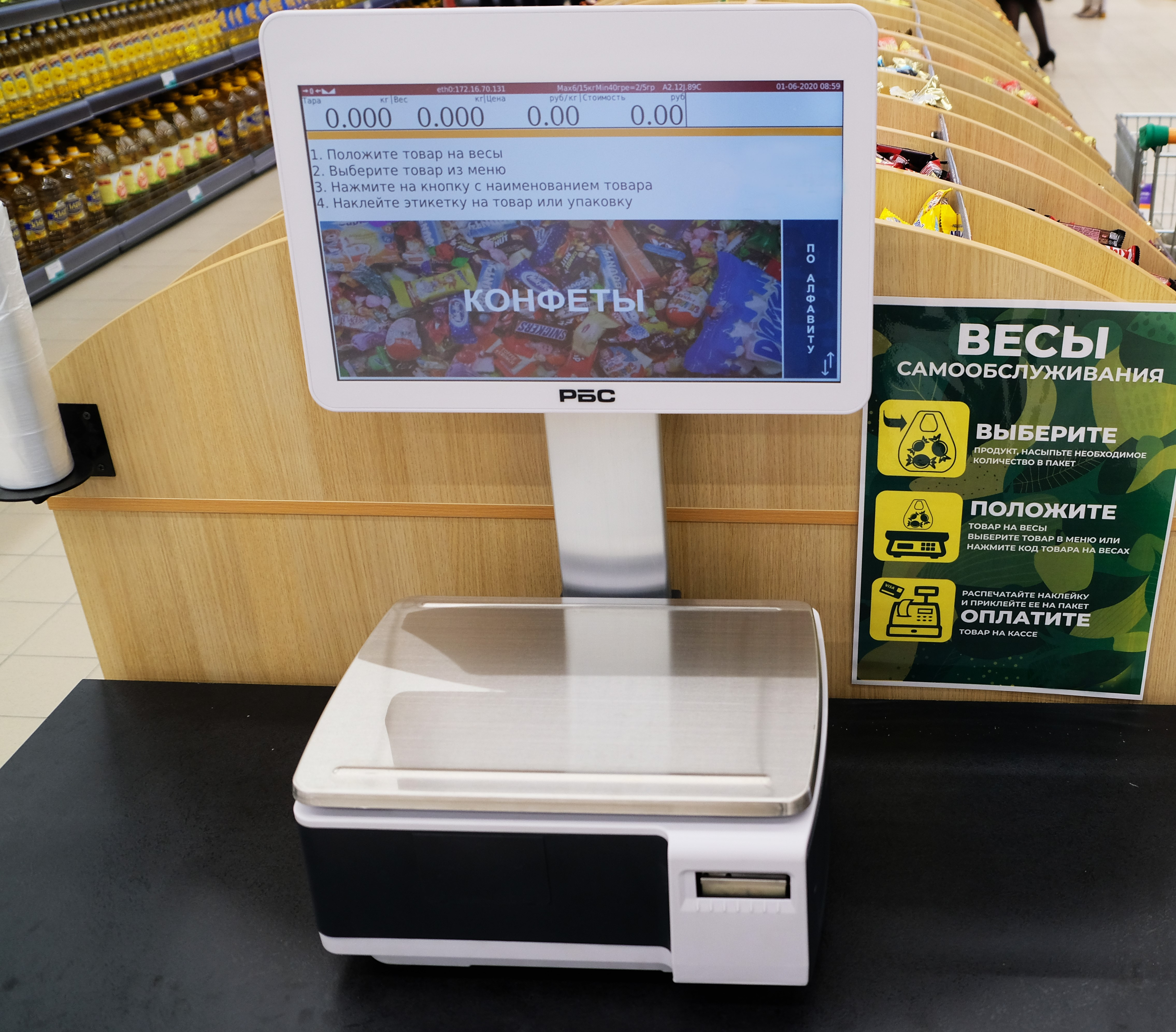
Электронные весы в супермаркете

По области применения (эксплуатационному назначению), согласно ГОСТ 29329-92, весы можно подразделить на следующие группы:
- автомобильные — такие весы позволяют обеспечить входной контроль поступающего сырья и контроль отгрузки продукции, а также осуществлять контроль осевой и колесной нагрузки автотранспорта в соответствии законодательным требованиям;
- багажные;
- бытовые;
- вагонные;
- вагонеточные;
- гостиничные (для взвешивания багажа или людей);
- для взвешивания скота;
- для взвешивания молока;
- крановые;
- лабораторные;
- медицинские;
- монорельсовые;
- палетные[9];
- платформенные;
- почтовые;
- товарные;
- торговые;
- элеваторные;
- конвейерные.

### По точности взвешивания
- специального класса точности (аналитические — в аналитической химии);
- высокого класса точности (лабораторные);
- среднего класса точности.

### По способу установки на месте эксплуатации

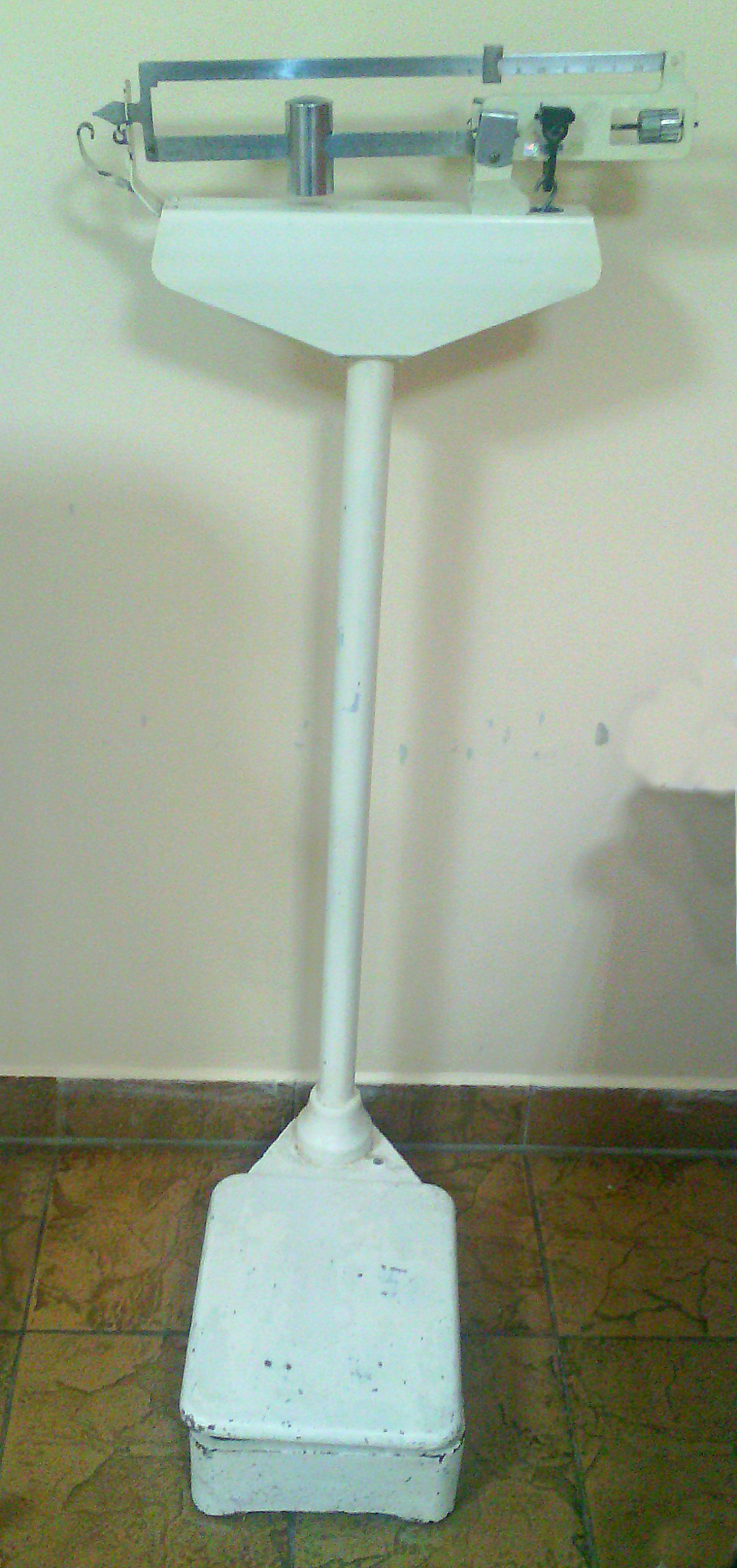
Напольные весы производства СССР

- врезные;
- встроенные;
- напольные;
- настольные;
- передвижные;
- подвесные;

### По виду уравновешивающего устройства
- механические;
- электромеханические (электронные)[10].

### По виду грузоприёмного устройства
- бункерные;
- ковшовые;
- конвейерные;
- крюковые;
- монорельсовые;
- платформенные.

### По способу достижения положения равновесия
- с автоматическим уравновешиванием;
- с полуавтоматическим уравновешиванием;
- с неавтоматическим уравновешиванием.

### В зависимости от видаотсчётного устройства
- с аналоговым отсчётным устройством;
- с дискретным отсчётным устройством.

### По требованиям
ГОСТ Р 53228-2008, который описывает общие технические требования, предъявляемые к весам, классифицирует их следующим образом:
По классу точности
- специальный;
- высокий;
- средний;
- обычный.

## Возможные источники погрешностей механических весов
При работе с высокоточными лабораторными и аналитическими механическими весами возможны также такие погрешности:
- погрешность, вызванная неравноплечностью весов (для равноплечных весов);
- погрешность, вызванная износом призм и подушек. В ходе жизненного цикла весов увеличивается радиус закругления призм коромысла. При изменении положения коромысла призмы «катятся» по подушкам и изменяется длина плеч. Вследствие этого изменяется цена деления и появляется нелинейность при отсчёте по оптической шкале. Данная погрешность проявляется как у равноплечных, так и у одноплечных весов;
- неисправность арретира, загрязнения и грубые дефекты (сколы, выкрашивания) призм и подушек приводят к плохой воспроизводимости измерений.

Строго говоря, изготовить совершенно равноплечные весы без погрешностей отсчёта по оптической шкале невозможно, поэтому при необходимости особо точной работы на таких весах следует применять методы точного взвешивания, такие как:
- взвешивание на одном плече по Менделееву (устраняет погрешность от неравноплечности);
- взвешивание при фиксированном положении коромысла (при внесении поправки на неравноплечность устраняет погрешности качения);
- взвешивание на одном плече при фиксированном положении коромысла.

Для получения точных результатов необходимо вносить поправку на создаваемую атмосферным воздухом силу Архимеда, действующую вверх и потому приводящую к занижению показаний весов по сравнению с реальными величинами.

### Разновес

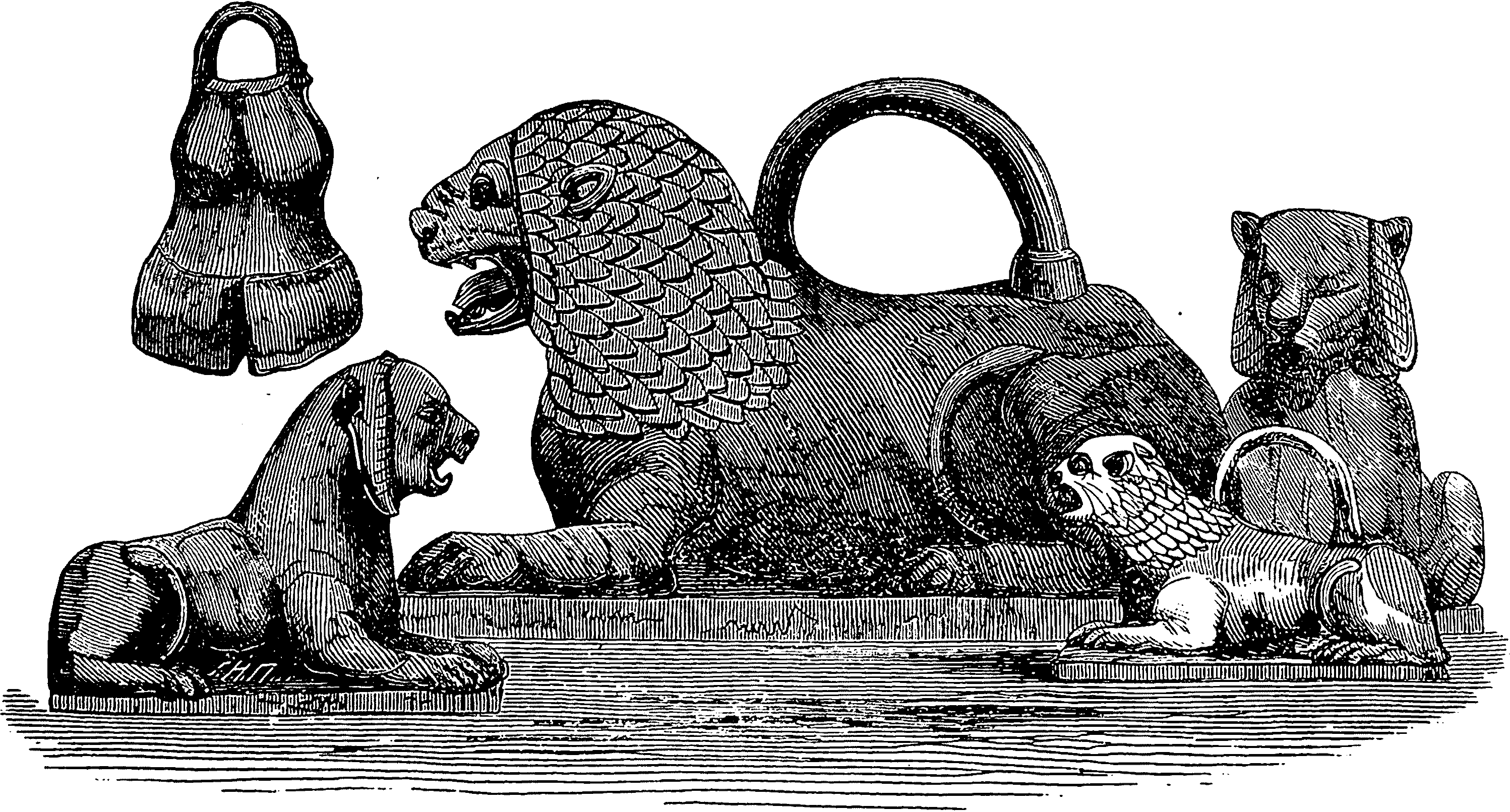
Древнеассирийские гири для весов
(рисунок из «Библейской энциклопедии»)

Наборы гирь для определённых весов называются разновесом. В зависимости от максимальной и минимальной массы, взвешиваемой на весах, разновес может состоять из большего или меньшего числа элементов.
Современная, наиболее распространённая система численного ряда для разновесов была предложена Д. И. Менделеевым. Она обеспечивает минимальное число операций наложения/снятия гирь на чашки весов при подборе навески. Ранее применялся фунтовый разновес. В него входил набор гирь в 1, 2, 3, 6, 12, 24 и 48 золотников. В таком разновесе ни одна гиря не повторялась, а сумма всех их как раз и составляла один фунт. Фунт подразделялся на 96 золотников, а золотник на 96 долей.

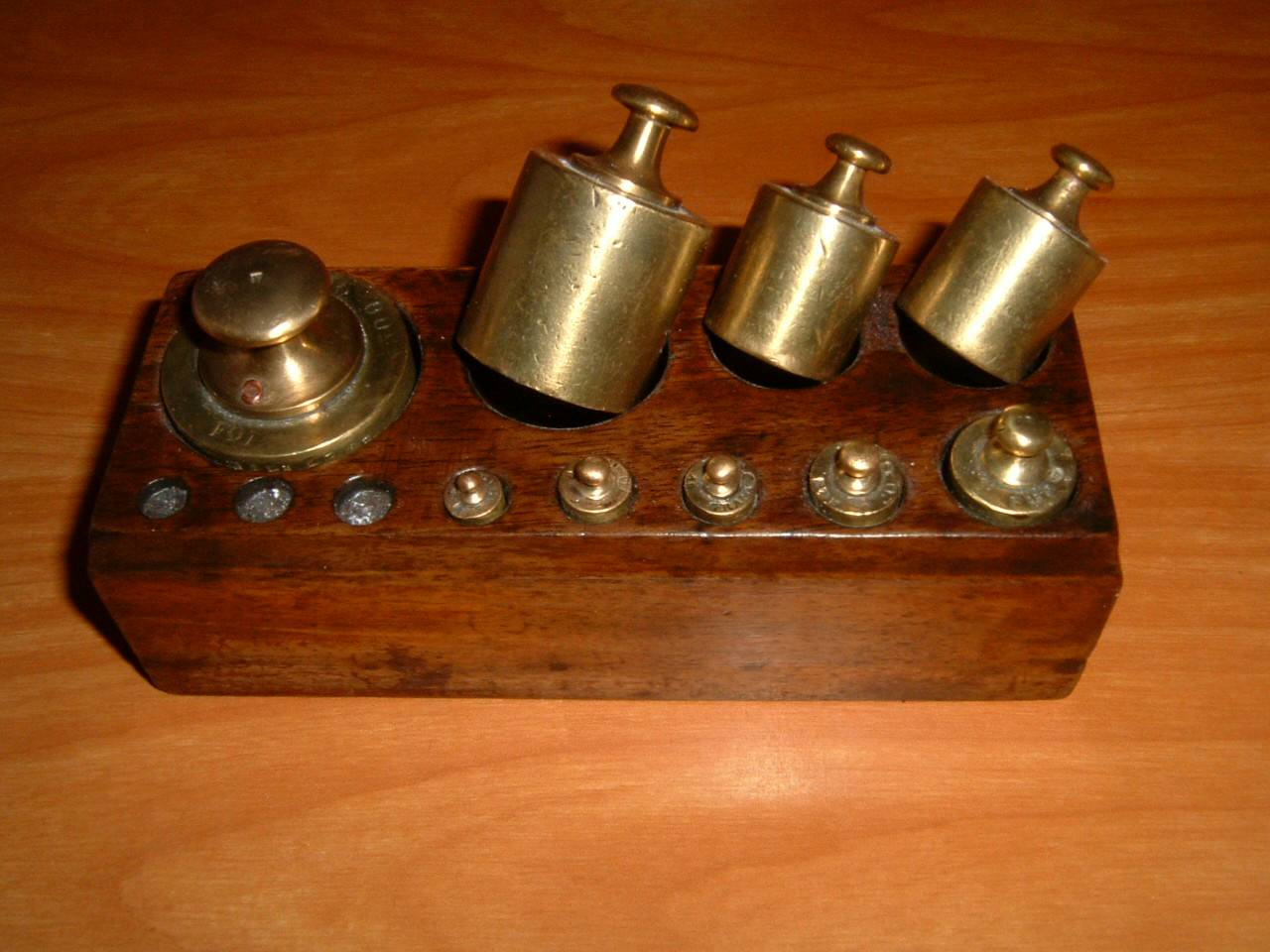
Разновес для чашечных весов

Современный разновес содержит гири из численного ряда 1, 2 (по 2 гири), 5.
Наборы гирь (разновесы) выпускают разных классов точности. Они подлежат обязательной сертификации и первичной и периодической поверке органами метрологического контроля.
Для образцовых и аналитических гирей особое значение имеет материал, применяемый для их изготовления. Для того чтобы гири не изменяли своей массы, необходимо, чтобы материалы для них были:
- антимагнитными — для исключения влияния магнитных полей на результат взвешивания;
- устойчивыми к действию корродирующих агентов окружающей среды;
- стойкими к износу в процессе эксплуатации;
- плотными по строению, во избежание поглощения пара, газов и влаги.

## Возможные источники погрешности электронных весов
При использовании высокоточных весов, таких, как весы аналитические или лабораторные, существует вероятность погрешности измерений. Источником таких погрешностей могут стать следующие факторы:
- статическая плавучесть (уменьшение измеряемого веса за счёт наличия действующей на образец со стороны воздуха силы Архимеда[12]);
- использование дефектного контрольного веса (используется для мошенничества при взвешивании);
- зависимость показаний от положения груза на чашке (расстройка механизма Роберваля);
- потоки воздуха, даже самые слабые, могут повлиять на результаты взвешивания;
- трение между движущимися частями весов;
- осевшая на поддоне пыль;
- весы могут быть не откалиброваны калибровочными гирями;
- механическая деформация деталей из-за перепадов температуры;
- недостаточный прогрев перед калибровкой, расстройка схемы термокомпенсации;
- аномалии гравитационного поля Земли (использование весов в непосредственной близости от гор) могут влиять на детали конструкции весов;
- магнитные поля от устройств, расположенных достаточно близко к весам, могут влиять на металлические компоненты весов;
- магнитные нарушения сенсоров;
- электростатическое поле может влиять на металлические детали конструкции;
- химическая реакция между взвешиваемым веществом и воздухом (или, в случае коррозии, весами);
- конденсат на холодных предметах;
- испарение воды с теплых предметов;
- конвекция воздуха;
- сила Кориолиса от вращения Земли;
- вибрации и сейсмические волнения: например, вибрации от проезжающего мимо транспорта;
- весы, установленные не по горизонтальному уровню или на мягкую поверхность (ковёр или резиновое покрытие);
- близко расположенные устройства пакетной радиопередачи данных, такие как беспроводные телефоны, могут влиять на точный инструмент, даже если в нём никак не используются соответствующие радиочастоты. См. радиоинтерференция.

## В искусстве

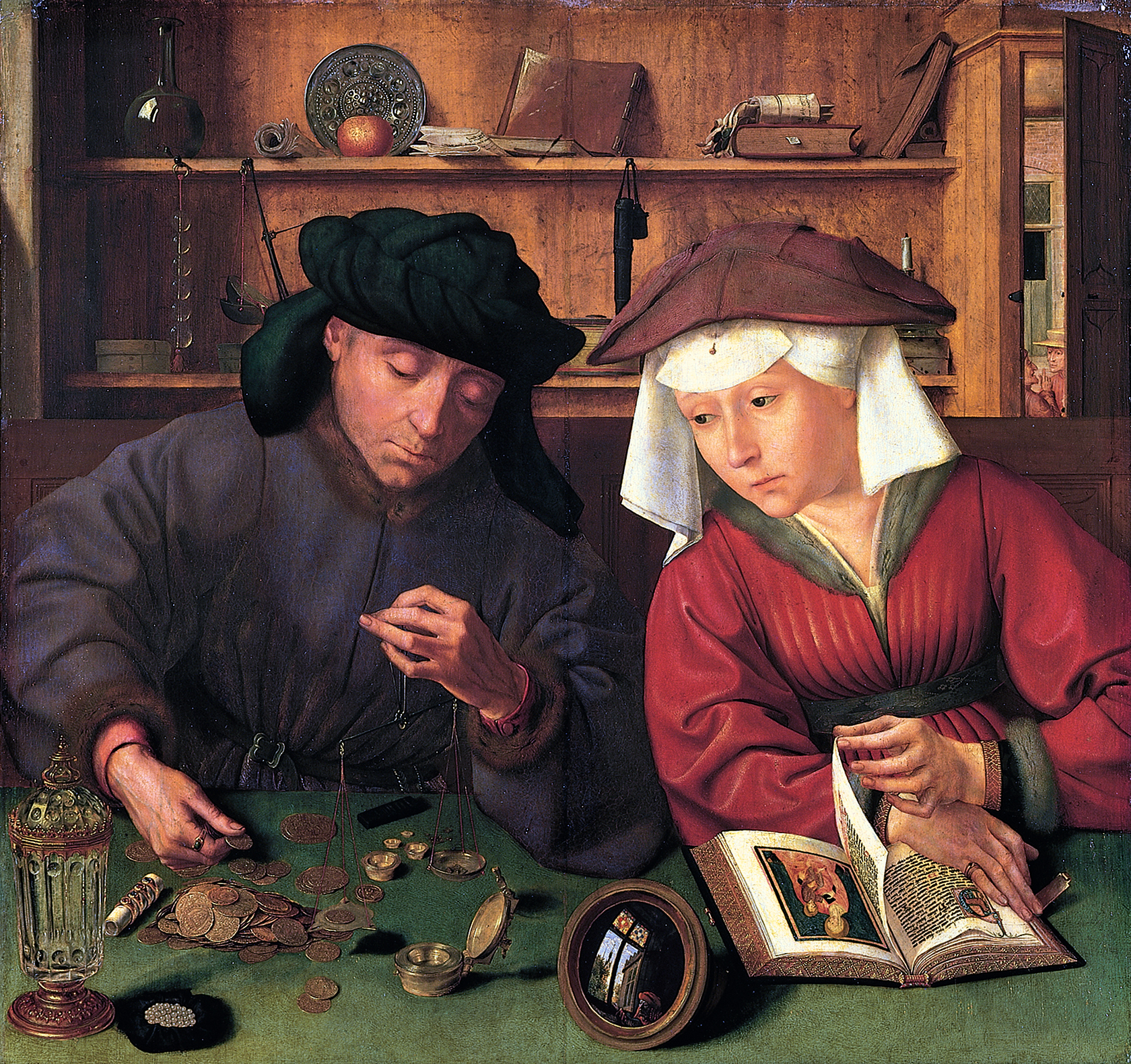
Меняла с женой. Картина работы К. Массейса, 1514. Лувр, Париж

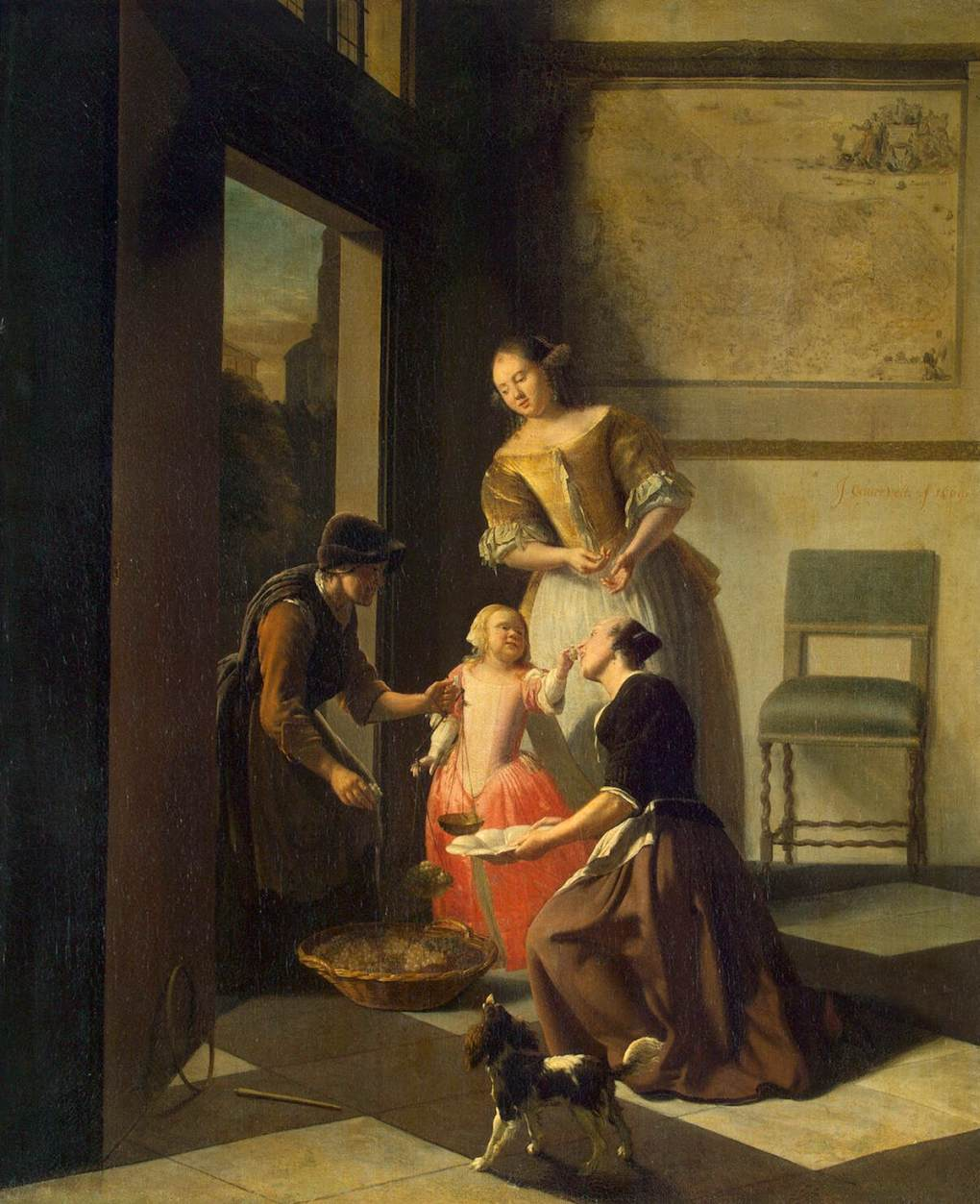
Покупка винограда. Картина работы Я. Охтервелта, 1669. Эрмитаж, Санкт-Петербург

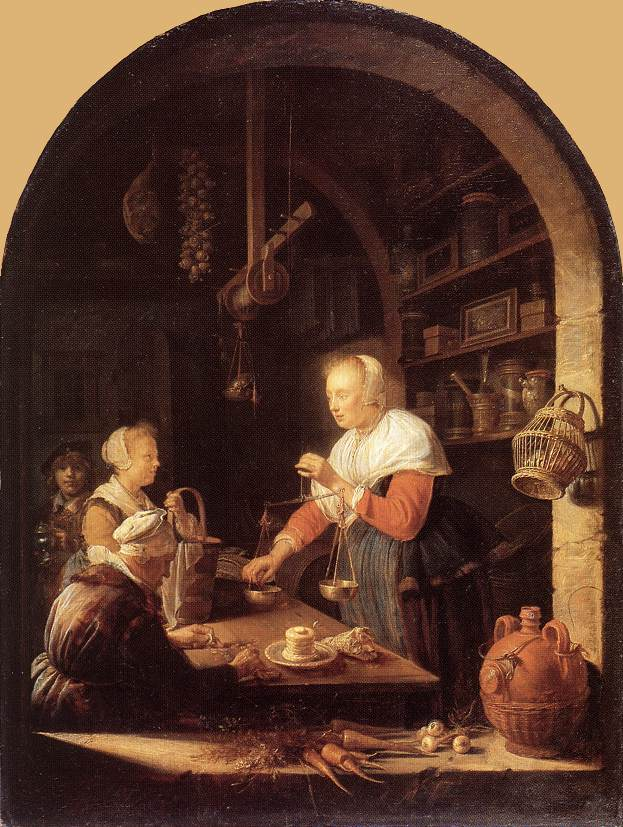
Бакалейная лавка. Картина работы Г. Доу, 1647. Лувр, Париж